# 射脉卧孔菌属
射脉卧孔菌属（学名：Phlebiporia）是皱孔菌科下的一个属。本属由陈佳佳、崔宝凯和戴玉成于2014年设立，目前只有浅黄射脉卧孔菌一种。

## 下属物种
本属包括以下物种：
- 浅黄射脉卧孔菌 Phlebiporia bubalina Jia J.Chen, B.K.Cui & Y.C.Dai